# Ричард Пол Еванс
Ричард Пол Еванс (на английски: Richard Paul Evans) е американски писател на бестселъри в жанра вдъхновяващ съвременен роман и фентъзи.

## Биография и творчество
Ричард Пол Еванс е роден на 11 октомври 1962 г. в Солт Лейк Сити, Юта, САЩ. Завършва гимназия „Котънвуд“ в Мъри Сити, Юта. Получава бакалавърска степен от Университета в Юта през 1984 г. След дипломирането си работи като рекламен изпълнител.
Едновременно с работата си пише коледна история за децата си. Не успява да намери издател или агент и публикува книгата самостоятелно като „Коледен списък“ през 1993 г. Книгата стана местен бестселър, след което той я публикува в региона. На следващата година става бестселър №1 в списъка на „Ню Йорк Таймс“, а изданието ѝ от 1995 г. става бестселър №1. През 1995 г. е екранизиран в едноименния телевизионен филм с участието на Ричард Томас и Морийн О'Хара.
Впоследствие е автор на над 30 книги, над 10 от тях бестселъри на национално ниво, включително някои за деца, в които развива консервативни християнски теми и привлекателни семейни ценности. Удостоен е няколко награди за книгите си, включително наградата на американските майки от 1998 г., две награди „Storytelling World“ и наградата на списание „Romantic Times“ за най-добър роман на годината за 2005 г. Книгите му са преведени на над 20 езика по света и са издадени в милиони екземпляри.
Книгата му „Timepiece“ от 1996 г. е екранизирана в едноименния телевизионен филм с участието на Наоми Уотс, Джеймс Ърл Джоунс и Елън Бърстин, а книгата му „The Locket“ от 1996 г. е екранизирана в телевизионен филм с участието на Ванеса Редгрейв. През 2006 г. е екранизирана книгата му „Страхотен ден“ с участието на Роб Лоу и Кристофър Лойд, през 2016 г. – „The Mistletoe Promise“ във филма „Коледно обещание“ с участието на Хайме Кинг и Люк Макфарлейн, и през 2017 г. – „The Mistletoe Inn“ във филма „Коледен роман“ с участието на Алисия Уит и Дейвид Алпай.
През 1997 г. Евънс основава организацията „Christmas Box House“ посветена на изграждането на приюти и предоставянето на услуги за насилвани и пренебрегвани деца. За своята хуманитарна работа получава наградата на „Вашингтон Таймс“ и „Наградата за доброволци на Америка“. Той е член на Църквата на Исус Христос на светиите от последните дни.
Ричард Пол Еванс живее със семейството си в Солт Лейк Сити.

## Произведения

### Самостоятелни романи
- The First Gift of Christmas (1996)
- The Dance (1999)
- The Tower (2001)
- The Light of Christmas (2002)
- The Last Promise (2002)
- A Perfect Day (2003)
- The Sunflower (2005)
- Finding Noel (2006)
- The Gift (2007)
- Grace (2008)
- The Christmas List (2009)
- Promise Me (2010) 
Обещай ми, изд. „Фама“ (2012), прев. Людмил Люцканов
- Lost December (2011)
- A Winter Dream (2012)
- If Only (2015)

### Серия „Коледна кутия“ (Christmas Box)
1. The Christmas Box (1993)
Коледен списък, изд. „Фама“ (2013), прев. Людмил Люцканов
2. Timepiece (1996)
3. The Letter (1997)

### Серия „Медальон“ (Locket)
1. The Locket (1998)
2. The Looking Glass (1999)
3. The Carousel (2000)

### Серия „Разходка“ (Walk)
1. The Walk (2010)
2. Miles to Go (2011)
3. The Road to Grace (2012)
4. A Step of Faith (2013)
5. Walking on Water (2014)

### Серия „Майкъл Вей“ (Michael Vey)
1. The Prisoner of Cell 25 (2011)
2. Rise of the Elgen (2012)
3. Battle of the Ampere (2013)
4. Hunt for Jade Dragon (2014)
5. Storm of Lightning (2015)
6. Fall of Hades (2016)
7. The Final Spark (2017)

### Серия „Имел“ (Mistletoe)
1. The Mistletoe Promise (2014)
2. The Mistletoe Inn (2015)
3. The Mistletoe Secret (2016)

### Серия „Счупен път“ (Broken Road)
1. The Broken Road (2017)
2. The Forgotten Road (2018)
3. The Road Home (2019)

### Серия „Колекция Ноел“ (Noel Collection)
1. The Noel Diary (2017)
2. The Noel Stranger (2018)

### Документалистика
- Christmas Box Miracle (2001)
- The Five Lessons a Millionaire Taught Me about Life and Wealth (2004)
- Five Lessons a Millionaire Taught Me for Women (2009)
- The Four Doors (2013)

### Екранизации
- 1995 The Christmas Box
- 1996 Timepiece
- 2002 The Locket
- 2006 Страхотен ден, A Perfect Day
- 2016 Коледно обещание, The Mistletoe Promise
- 2017 Коледен роман, The Mistletoe Inn